# Pulau Asutubun
Pulau Asutubun är en ö i Indonesien.   Den ligger i provinsen Moluckerna, i den östra delen av landet, 2 700 km öster om huvudstaden Jakarta. Arean är 3,8 kvadratkilometer.
Terrängen på Pulau Asutubun är mycket platt. Öns högsta punkt är 28 meter över havet. Den sträcker sig 3,1 kilometer i nord-sydlig riktning, och 2,5 kilometer i öst-västlig riktning.